# Ommastrephes bartramii
Genre
Espèce
Statut de conservation UICN

 LC  : Préoccupation mineure
L'Ommastrephes bartramii (Lesueur, 1821) est un mollusque céphalopode décapode. Ce calmar est dénommé encornet volant par la FAO, mais en 2009 ne fait pas partie de la liste des espèces pouvant être vendues en France sous le nom d'encornet ou de calmar.
Ceux-ci ont la faculté de se déplacer en pleine mer hors de l'eau en utilisant leurs nageoires et tentacules comme ailes et leur siphon comme propulseur, de même sans doute que d'autres espèces telles Sthenoteuthis pteropus, Illex illecebrosus et Dosidicus gigas.